# Anglo-Welsh Cup 2013/14
Der Anglo-Welsh Cup 2013/14 war die 43. Ausgabe des Anglo-Welsh Cup. Aus Sponsoringgründen trug sie den Namen LV= Cup. Der Wettbewerb begann am 9. November 2013, das Finale fand am 16. März 2014 im Sandy Park in Exeter statt. In ihm gewannen die Exeter Chiefs 15:8 gegen die Northampton Saints und gewannen damit zum ersten Mal das Turnier.

## Gruppen 1 und 4
|    | Team                  | Spiele | Siege | Unent. | Ndlg. | Spiel- punkte | Diff. | Bonus- punkte | Tabellen- punkte |
| -- | --------------------- | ------ | ----- | ------ | ----- | ------------- | ----- | ------------- | ---------------- |
| 1. | Saracens              | 4      | 3     | 0      | 1     | 132:59        | + 73  | 4             | 16               |
| 2. | Gloucester Rugby      | 4      | 2     | 0      | 2     | 69:54         | + 15  | 2             | 10               |
| 3. | London Irish          | 4      | 1     | 0      | 3     | 83:100        | - 17  | 2             | 6                |
| 4. | Newport Gwent Dragons | 4      | 1     | 0      | 3     | 49:92         | + 43  | 0             | 4                |

|    | Team               | Spiele | Siege | Unent. | Ndlg. | Spiel- punkte | Diff. | Bonus- punkte | Tabellen- punkte |
| -- | ------------------ | ------ | ----- | ------ | ----- | ------------- | ----- | ------------- | ---------------- |
| 1. | Northampton Saints | 4      | 4     | 0      | 0     | 126:56        | + 70  | 2             | 18               |
| 2. | Newcastle Falcons  | 4      | 2     | 0      | 2     | 69:82         | − 13  | 1             | 9                |
| 3. | Scarlets           | 4      | 2     | 0      | 2     | 54:100        | − 46  | 0             | 8                |
| 4. | London Wasps       | 4      | 1     | 0      | 3     | 56:95         | − 39  | 1             | 5                |

| 8. November 2013 19:30 WEZ | London Wasps                                                                            | 21 : 24 | Saracens | Adams Park, High Wycombe Zuschauer: 5.200 |
| 8. November 2013 19:30 WEZ | Versuche: Everard 15. erh. Cochrane 61. erh. Jacobs 71. erh. Erhöhungen: Carlisle (3/3) | Bericht | Versuche: Ransom 29. n.erh. Tompkins 40. erh. Barrington 51. erh. Wilson 55. n.erh. Erhöhungen: Spencer (2/4) | Adams Park, High Wycombe Zuschauer: 5.200 |

| 8. November 2013 19:30 WEZ | Scarlets | 21 : 13 | Newport Gwent Dragons                                                                            | Parc y Scarlets, Llanelli Zuschauer: 5.971 |
| 8. November 2013 19:30 WEZ | Versuche: Knight 57. n.erh. Rob McCusker 62. erh. Erhöhungen: Lewis (1/1) Straftritte: Thomas (2/3) 7., 18. Lewis (1/2) 73. | Bericht | Versuche: Burton 66. erh. Erhöhungen: Burton (1/1) Straftritte: Burton (1/3) 44. Jones (1/1) 70. | Parc y Scarlets, Llanelli Zuschauer: 5.971 |

| 9. November 2013 17:00 WEZ | Northampton Saints | 33 : 6  | Gloucester Rugby                 | Franklin’s Gardens, Northampton Zuschauer: 12.870 |
| 9. November 2013 17:00 WEZ | Versuche: Pisi 23. n.erh., 29. erh. Day 72. erh., 78. n.erh. Erhöhungen: Dickson (1/2) Olver (1/2) Straftritte: Dickson (3/3) 4., 17., 53. | Bericht | Straftritte: Burns (2/2) 7., 12. | Franklin’s Gardens, Northampton Zuschauer: 12.870 |

| 10. November 2013 15:00 WEZ | Newcastle Falcons                                                                                               | 29 : 21 | London Irish | Kingston Park, Newcastle Zuschauer: 3.742 |
| 10. November 2013 15:00 WEZ | Versuche: Fury 33. erh. Mayhew 53. erh. Erhöhungen: Clegg (2/2) Straftritte: Clegg (5/6) 6., 12., 17., 47., 71. | Bericht | Versuche: Fowlie 13. n.erh. Lewington 44. erh. Erhöhungen: Geraghty (1/2) Straftritte: Geraghty (2/3) 19., 27. Dorrian (1/1) 66. | Kingston Park, Newcastle Zuschauer: 3.742 |

| 16. November 2013 12:00 WEZ | Newport Gwent Dragons                                                                               | 20 : 8  | London Wasps                                                | Rodney Parade, Newport Zuschauer: 4.150 |
| 16. November 2013 12:00 WEZ | Versuche: Pewtner 30. erh. Hewitt 71. erh. Erhöhungen: Jones (2/2) Straftritte: Jones (2/2) 2., 21. | Bericht | Versuche: Everard 27. n.erh. Straftritte: Carlisle (1/2) 5. | Rodney Parade, Newport Zuschauer: 4.150 |

| 16. November 2013 16:30 WEZ | Gloucester Rugby                                                                                  | 20 : 3  | Newcastle Falcons            | Kingsholm Stadium, Gloucester Zuschauer: 11.168 |
| 16. November 2013 16:30 WEZ | Versuche: Cook 8. erh. Tindall 61. erh. Erhöhungen: Burns (2/2) Straftritte: Burns (2/3) 30., 42. | Bericht | Straftritte: Clegg (1/1) 18. | Kingsholm Stadium, Gloucester Zuschauer: 11.168 |

| 17. November 2013 15:00 WEZ | London Irish                                                                                            | 18 : 39 | Northampton Saints | Madejski Stadium, Reading Zuschauer: 5.792 |
| 17. November 2013 15:00 WEZ | Versuche: Kenny 41. erh. Low 58. n.erh. Erhöhungen: Dorrian (1/2) Straftritte: Dorrian (2/3) 35., 40+1. | Bericht | Versuche: Packman 26. erh. Waller 37. erh. Nutley 64. erh. Erhöhungen: Dickson (3/3) Straftritte: Dickson (6/7) 3., 18., 21., 33., 54., 61. | Madejski Stadium, Reading Zuschauer: 5.792 |

| 17. November 2013 16:00 WEZ | Saracens | 51 : 10 | Scarlets                                                                       | Allianz Park, Hendon Zuschauer: 4.166 |
| 17. November 2013 16:00 WEZ | Versuche: Hankin 7. erh. Wilson 12. erh. Wray 39. erh. George 47. erh. Earle 71. erh. Streather 78. erh. Erhöhungen: Spencer (4/4) Mordt (2/2) Straftritte: Spencer (3/3) 22., 30., 34. | Bericht | Versuche: Harris 25. erh. Erhöhungen: Lewis (1/1) Straftritte: Lewis (1/1) 20. | Allianz Park, Hendon Zuschauer: 4.166 |

| 24. Januar 2014 19:30 WEZ | Scarlets                                                                   | 13 : 7  | Gloucester Rugby                                 | Parc y Scarlets, Llanelli Zuschauer: 5.487 |
| 24. Januar 2014 19:30 WEZ | Versuche: Hughes 33. n.erh. Warren 76. n.erh. Straftritte: Lewis (1/1) 59. | Bericht | Versuche: Burns 54. erh. Erhöhungen: Burns (1/1) | Parc y Scarlets, Llanelli Zuschauer: 5.487 |

| 25. Januar 2014 14:30 WEZ | Newport Gwent Dragons                                                                   | 16 : 34 | Northampton Saints | Rodney Parade, Newport Zuschauer: 6.011 |
| 25. Januar 2014 14:30 WEZ | Versuche: Jones 40. erh. Erhöhungen: Tovey (1/1) Straftritte: Tovey (3/5) 12., 14., 26. | Bericht | Versuche: Strafversuch 21. erh. Autagavaia 27. n.erh. Haywood 45. erh. Denman 52. n.erh. Van Velze 68. erh. Erhöhungen: Dickson (3/5) Straftritte: Dickson (1/1) 7. | Rodney Parade, Newport Zuschauer: 6.011 |

| 25. Januar 2014 15:00 WEZ | London Wasps | 22 : 15 | London Irish                                                           | Adams Park, Oxford Zuschauer: 3.272 |
| 25. Januar 2014 15:00 WEZ | Versuche: Davies 3. erh. Jackson 19. n.erh. Bassett 23. erh. Erhöhungen: Carlisle (2/3) Straftritte: Carlisle (1/2) 66. | Bericht | Versuche: Tagicakibau 11. n.erh. Hala'ufia 35. n.erh. Hagan 62. n.erh. | Adams Park, Oxford Zuschauer: 3.272 |

| 26. Januar 2014 15:00 WEZ | Saracens | 41 : 8  | Newcastle Falcons                                             | Allianz Park, Hendon Zuschauer: 5.559 |
| 26. Januar 2014 15:00 WEZ | Versuche: Wray 47. n.erh., 51. erh. Ransom 63. erh. Jubb 78. erh. Erhöhungen: Spencer (3/4) Straftritte: Spencer (5/5) 3., 9., 12., 21., 40+1. | Bericht | Versuche: Catterick 14. n.erh. Straftritte: Hodgson (1/3) 29. | Allianz Park, Hendon Zuschauer: 5.559 |

| 31. Januar 2014 19:45 WEZ | Newcastle Falcons | 29 : 0  | Newport Gwent Dragons | Kingston Park, Newcastle Zuschauer: 3.326 |
| 31. Januar 2014 19:45 WEZ | Versuche: Godman 6. erh. Wilson 19. n.erh., 26. erh. McKenzie 77. erh. Erhöhungen: Godman (2/3) Clegg (1/1) Straftritte: Godman (1/1) 40+1. | Bericht |                       | Kingston Park, Newcastle Zuschauer: 3.326 |

| 1. Februar 2014 15:00 WEZ | Gloucester Rugby | 36 : 5  | London Wasps                 | Kingsholm Stadium, Gloucester Zuschauer: 10.750 |
| 1. Februar 2014 15:00 WEZ | Versuche: Trinder 13. n.erh., 16. erh. Cox 19. erh., 58. erh. Murphy 72. erh. Erhöhungen: Cook (4/5) Straftritte: Cook (1/2) 40+1. | Bericht | Versuche: Johnson 23. n.erh. | Kingsholm Stadium, Gloucester Zuschauer: 10.750 |

| 1. Februar 2014 15:00 WEZ | Northampton Saints                                                                                            | 20 : 16 | Saracens                                                                                      | Franklin’s Gardens, Northampton Zuschauer: 13.256 |
| 1. Februar 2014 15:00 WEZ | Versuche: Wilson 13. erh. Manoa 51. n.erh., 69. n.erh. Erhöhungen: Hooley (1/2) Straftritte: Hooley (1/2) 56. | Bericht | Versuche: Spencer 33. erh. Erhöhungen: Spencer (1/1) Straftritte: Spencer (3/3) 25., 59., 65. | Franklin’s Gardens, Northampton Zuschauer: 13.256 |

| 1. Februar 2014 16:00 WEZ | London Irish | 29 : 10 | Scarlets                                                                    | Madejski Stadium, Reading Zuschauer: 5.214 |
| 1. Februar 2014 16:00 WEZ | Versuche: Fenby 3. n.erh. Geraghty 25. erh. Hagan 35. n.erh. Tagicakibau 40. n.erh. Dorrian 74. erh. Erhöhungen: Geraghty (1/4) Humphreys (1/1) | Bericht | Versuche: Earle 70. erh. Erhöhungen: Owen (1/1) Straftritte: Lewis (1/1) 6. | Madejski Stadium, Reading Zuschauer: 5.214 |

## Gruppen 2 und 3
|    | Team             | Spiele | Siege | Unent. | Ndlg. | Spiel- punkte | Diff. | Bonus- punkte | Tabellen- punkte |
| -- | ---------------- | ------ | ----- | ------ | ----- | ------------- | ----- | ------------- | ---------------- |
| 1. | Exeter Chiefs    | 4      | 3     | 0      | 1     | 112:67        | + 45  | 2             | 14               |
| 2. | Sale Sharks      | 4      | 2     | 0      | 2     | 107:96        | + 11  | 4             | 12               |
| 3. | Cardiff Blues    | 4      | 2     | 0      | 2     | 85:63         | + 22  | 2             | 10               |
| 4. | Leicester Tigers | 4      | 2     | 0      | 2     | 83:89         | − 6   | 1             | 9                |

|    | Team               | Spiele | Siege | Unent. | Ndlg. | Spiel- punkte | Diff. | Bonus- punkte | Tabellen- punkte |
| -- | ------------------ | ------ | ----- | ------ | ----- | ------------- | ----- | ------------- | ---------------- |
| 1. | Bath Rugby         | 4      | 4     | 0      | 0     | 123:65        | + 58  | 3             | 19               |
| 2. | Ospreys            | 4      | 1     | 0      | 3     | 88:132        | - 44  | 2             | 6                |
| 3. | Harlequins         | 4      | 1     | 0      | 3     | 56:91         | − 35  | 1             | 5                |
| 4. | Worcester Warriors | 4      | 1     | 0      | 3     | 48:99         | − 51  | 1             | 5                |

| 8. November 2013 19:30 WEZ | Cardiff Blues                                                                                                  | 16 : 21 | Worcester Warriors                                                                          | Cardiff Arms Park, Cardiff Zuschauer: 6.823 |
| 8. November 2013 19:30 WEZ | Versuche: Young 52. erh. Erhöhungen: Humberstone (1/1) Straftritte: Davies (2/2) 8., 11. Humberstone (1/2) 65. | Bericht | Versuche: O’Donnell 12. erh. Stephenson 26. erh. Stelling 37. erh. Erhöhungen: Mieres (3/3) | Cardiff Arms Park, Cardiff Zuschauer: 6.823 |

| 8. November 2013 19:45 WEZ | Leicester Tigers | 39 : 16 | Ospreys                                                                                      | Welford Road, Leicester Zuschauer: 18.098 |
| 8. November 2013 19:45 WEZ | Versuche: Waldrom 27. n.erh. Harrison 61. erh. Wells 69. n.erh. Nonne 79. erh. Erhöhungen: Williams (2/4) Straftritte: Williams (5/6) 5., 7., 14., 43., 49. | Bericht | Versuche: Williams 72. erh. Erhöhungen: Davies (1/1) Straftritte: Davies (3/5) 16., 20., 33. | Welford Road, Leicester Zuschauer: 18.098 |

| 8. November 2013 19:45 WEZ | Sale Sharks | 20 : 27 | Bath Rugby | Salford City Stadium, City of Salford Zuschauer: 3.572 |
| 8. November 2013 19:45 WEZ | Versuche: Paterson 28. erh. Haley 76. erh. Erhöhungen: Joe Ford (1/1) Macleod (1/1) Straftritte: Ford (1/1) 1. Macleod 69. | Bericht | Versuche: Perenise 21. erh. Banahan 63. erh. Dave Attwood 80+2. erh. Erhöhungen: Heathcote (3/3) Straftritte: Heathcote (1/3) 37. Dropgoals: Heathcote 55. | Salford City Stadium, City of Salford Zuschauer: 3.572 |

| 9. November 2013 15:00 WEZ | Exeter Chiefs                                                                                        | 19 : 5  | Harlequins                 | Sandy Park, Exeter Zuschauer: 9.333 |
| 9. November 2013 15:00 WEZ | Versuche: Naqelevuki 59. erh. Erhöhungen: Sweeney (1/1) Straftritte: Sweeney (4/5) 7., 16., 46., 54. | Bericht | Versuche: Sackey 4. n.erh. | Sandy Park, Exeter Zuschauer: 9.333 |

| 15. November 2013 19:30 WEZ | Ospreys                                                                               | 13 : 21 | Cardiff Blues | Liberty Stadium, Swansea Zuschauer: 5.706 |
| 15. November 2013 19:30 WEZ | Versuche: Spratt 37. erh. Erhöhungen: Morgan (1/1) Straftritte: Morgan (2/3) 20., 27. | Bericht | Versuche: Dacey 24. n.erh. Cook 70. erh. Erhöhungen: Humberstone (1/2) Straftritte: Humberstone (2/2) 7., 16. Dropgoals: Humberstone 73. | Liberty Stadium, Swansea Zuschauer: 5.706 |

| 15. November 2013 19:45 WEZ | Harlequins | 26 : 31 | Sale Sharks | The Stoop, London Zuschauer: 12.049 |
| 15. November 2013 19:45 WEZ | Versuche: Botica 8. erh. Walker 52. erh. Erhöhungen: Botica (2/2) Straftritte: Botica (4/4) 40+2., 43., 62., 72. | Bericht | Versuche: Seymour 17. erh. Miller 33. erh. Gaskell 47. erh. Cipriani 68. erh. Erhöhungen: Macleod (4/4) Straftritte: Macleod (1/1) 23. | The Stoop, London Zuschauer: 12.049 |

| 15. November 2013 19:45 WEZ | Worcester Warriors                                                                                         | 18 : 21 | Leicester Tigers | Sixways Stadium, Worcester Zuschauer: 9.855 |
| 15. November 2013 19:45 WEZ | Versuche: Symons 5. n.erh. Abbott 16. n.erh. Scotland-Williamson 79. n.erh. Straftritte: Warwick (1/4) 52. | Bericht | Versuche: Noone 45. n.erh. Strafversuch 67. erh. Erhöhungen: Williams (1/2) Straftritte: Williams (2/3) 19., 33. Dropgoals: Williams 40. | Sixways Stadium, Worcester Zuschauer: 9.855 |

| 17. November 2013 13:00 WEZ | Bath Rugby | 37 : 15 | Exeter Chiefs                                                                                        | Recreation Ground, Bath Zuschauer: 11.323 |
| 17. November 2013 13:00 WEZ | Versuche: Banahan 1. erh. Garvey 2. erh. Roberts 32. erh. Beech 70. erh. Erhöhungen: Ford (3/3) Heathcote (1/1) Straftritte: Ford (2/2) 39., 49. Heathcote (1/1) 79. | Bericht | Versuche: Phillips 59. n.erh. Bateman 76. erh. Erhöhungen: Sweeney (1/1) Straftritte: Slade (1/1) 7. | Recreation Ground, Bath Zuschauer: 11.323 |

| 25. Januar 2014 14:00 WEZ | Sale Sharks                                                                                      | 20 : 6  | Worcester Warriors                 | Salford City Stadium, City of Salford Zuschauer: 3.462 |
| 25. Januar 2014 14:00 WEZ | Versuche: Easter 56. erh. Ingall 70. erh. Erhöhungen: Ford (2/2) Straftritte: Ford (2/2) 4., 41. | Bericht | Straftritte: Davies (2/4) 49., 61. | Salford City Stadium, City of Salford Zuschauer: 3.462 |

| 25. Januar 2014 15:00 WEZ | Bath Rugby                                                                                                  | 24 : 13 | Cardiff Blues                                                                                | Recreation Ground, Bath Zuschauer: 11.847 |
| 25. Januar 2014 15:00 WEZ | Versuche: Fa'osiliva 7. n.erh. Young 26. erh. Henson 48. erh. Mercer 74. n.erh. Erhöhungen: Heathcote (2/4) | Bericht | Versuche: Fish 76. erh. Erhöhungen: Humberstone (1/1) Straftritte: Humberstone (2/3) 5., 35. | Recreation Ground, Bath Zuschauer: 11.847 |

| 25. Januar 2014 15:00 WEZ | Exeter Chiefs | 36 : 22 | Ospreys                                                                                                   | Sandy Park, Exeter Zuschauer: 8.760 |
| 25. Januar 2014 15:00 WEZ | Versuche: Cowan-Dickie 14. n.erh., 48. erh. Scaysbrook 44. erh. Phillips 59. erh. Armand 70. erh. Erhöhungen: Sweeney (4/5) Straftritte: Sweeney (1/1) 22. | Bericht | Versuche: Howells 8. n.erh. Allen 17. n.erh. Jenkins 51. erh. Grabham 55. n.erh. Erhöhungen: Morgan (1/4) | Sandy Park, Exeter Zuschauer: 8.760 |

| 25. Januar 2014 15:00 WEZ | Harlequins | 20 : 6  | Leicester Tigers                | The Stoop, London Zuschauer: 7.842 |
| 25. Januar 2014 15:00 WEZ | Versuche: Sackey 11. n.erh. Fa'asavalu 17. n.erh. Guest 51. erh. Erhöhungen: Botica (1/3) Straftritte: Botica (1/2) 37. | Bericht | Straftritte: Lamb (2/2) 4., 32. | The Stoop, London Zuschauer: 7.842 |

| 31. Januar 2014 19:05 WEZ | Cardiff Blues | 35 : 3  | Harlequins                         | Cardiff Arms Park, Cardiff Zuschauer: 5.967 |
| 31. Januar 2014 19:05 WEZ | Versuche: Paulo 29. erh. Evans 34. erh. Fish 42. erh. Williams 46. erh. Breeze 79. erh. Erhöhungen: Humberstone (5/5) | Bericht | Versuche: Lindsay-Hague 39. n.erh. | Cardiff Arms Park, Cardiff Zuschauer: 5.967 |

| 31. Januar 2014 19:30 WEZ | Ospreys | 37 : 36 | Sale Sharks | Liberty Stadium, Swansea Zuschauer: 3.189 |
| 31. Januar 2014 19:30 WEZ | Versuche: Nagota 8. erh., 45. erh., 80. erh. Baker 60. erh. Erhöhungen: Davies (4/4) Straftritte: Davies (3/3) 7., 21., 67. | Bericht | Versuche: Fihaki 2. erh., 12. erh., 35. erh. Ingall 30. erh. Haley 47. n.erh. Erhöhungen: Ford (4/5) Straftritte: Ford (1/1) 54. | Liberty Stadium, Swansea Zuschauer: 3.189 |

| 31. Januar 2014 19:45 WEZ | Leicester Tigers                                                                                   | 17 : 35 | Bath Rugby | Welford Road, Leicester Zuschauer: 20.616 |
| 31. Januar 2014 19:45 WEZ | Versuche: Matera 8. erh. Scully 22. erh Erhöhungen: Williams (2/2) Straftritte: Williams (1/2) 31. | Bericht | Versuche: Fa'osiliva 16. n.erh. Banahan 35. erh. Devoto 58. erh. Fearns 66. erh. Erhöhungen: Henson (3/4) Straftritte: Henson (3/3) 1., 26., 52. | Welford Road, Leicester Zuschauer: 20.616 |

| 1. Februar 2014 15:00 WEZ | Worcester Warriors             | 3 : 42  | Exeter Chiefs | Sixways Stadium, Worcester Zuschauer: 5.447 |
| 1. Februar 2014 15:00 WEZ | Straftritte: Pennell (1/1) 27. | Bericht | Versuche: James 4. n.erh. Steenson 37. erh. Thomas 68. erh., 77. erh. Sweeney 79. erh. Erhöhungen: Steenson (4/5) Straftritte: Steenson (3/4) 21., 24., 48. | Sixways Stadium, Worcester Zuschauer: 5.447 |

## K.-o.-Runde
Halbfinale
| 8. März 2014 12:30 WEZ | Northampton Saints | 26 : 7        | Saracens                                            | Franklin’s Gardens, Northampton Zuschauer: 11.062 Schiedsrichter: Leighton Hodges |
| 8. März 2014 12:30 WEZ | Versuche: Pisi 51. n.erh., 64. n.erh., 77. erh. Erhöhungen: Myler (1/3) Straftritte: Hooley (2/2) 5., 9. Dropgoals: Myler (1/1) 59. | (6:7) Bericht | Versuche: Ransom 20. erh. Erhöhungen: Spencer (1/1) | Franklin’s Gardens, Northampton Zuschauer: 11.062 Schiedsrichter: Leighton Hodges |

| 9. März 2014 13:00 WEZ | Bath Rugby                                                                                            | 19 : 22        | Exeter Chiefs                                                                                                 | Recreation Ground, Bath Zuschauer: 9.225 Schiedsrichter: Tim Wigglesworth |
| 9. März 2014 13:00 WEZ | Versuche: Houston 1. erh. Erhöhungen: Heathcote (1/1) Straftritte: Heathcote (4/5) 19., 35., 47., 63. | (13:8) Bericht | Versuche: Arscott 26. n.erh., 51. erh. Vainikolo 57. erh. Erhöhungen: Slade (2/3) Straftritte: Slade (1/3) 8. | Recreation Ground, Bath Zuschauer: 9.225 Schiedsrichter: Tim Wigglesworth |

Finale
| 16. März 2014 15:00 WEZ | Exeter Chiefs                                                                                    | 15 : 8        | Northampton Saints                                        | Sandy Park, Exeter Zuschauer: 10.744 Schiedsrichter: Andrew Small |
| 16. März 2014 15:00 WEZ | Versuche: Whitehead 3. n.erh. Mumm 49. erh. Erhöhungen: Slade (1/2) Straftritte: Slade (1/1) 36. | (8:3) Bericht | Versuche: Manoa 69. n.erh. Straftritte: Dickson (1/1) 11. | Sandy Park, Exeter Zuschauer: 10.744 Schiedsrichter: Andrew Small |